# Madison Avenue

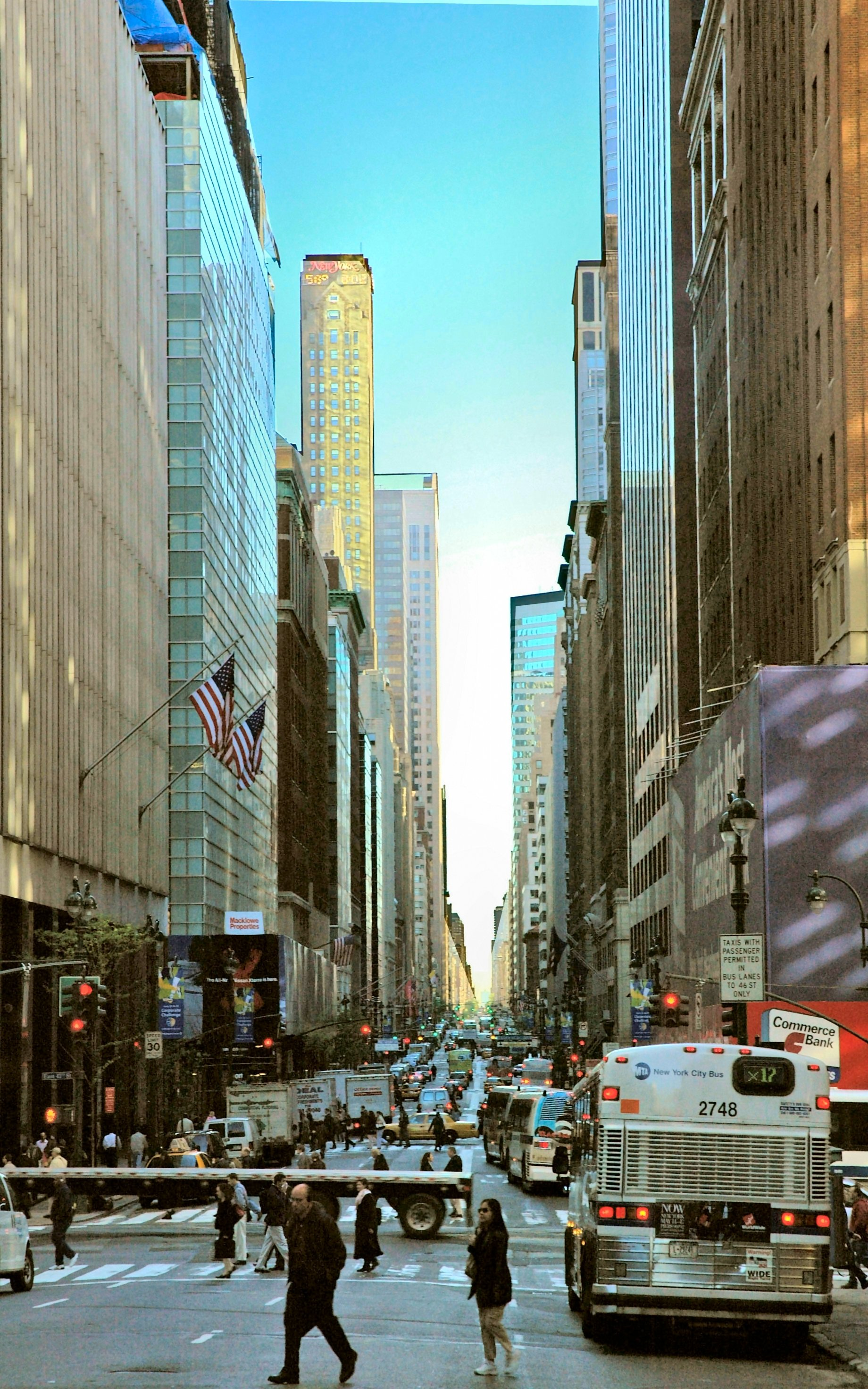
Madison Avenue, utsikt norrut från 40th Street

Madison Avenue är en norr-sydgående aveny på Manhattan i New York. Den är en enkelriktad gata för den norrgående trafiken. Den går från Madison Square vid 23rd Street till Madison Avenue Bridge vid 138th Street. Genom att göra så passerar den Midtown, Upper East Side (däribland Carnegie Hill), Spanish Harlem och Harlem. Den har fått sitt namn från Madison Square, som i sin tur fick sitt namn från James Madison, den fjärde amerikanske presidenten.
Mellan 57th Street och 85th Street på Madison Avenue ligger de mest kända kläddesignerna och den övre klassens hårsalonger. Avenyn har kommit att förknippas med reklambranschen och på engelska kan 'Madison Avenue' fungera som en metonym för branschen som helhet. TV-serien Mad Men utspelar sig kring Madison Avenue.